# NGC 204
NGC 204 este o galaxie lenticulară situată în constelația Peștii. A fost descoperită în 21 decembrie 1786 de către William Herschel. De asemenea, a fost observată încă o dată în 16 octombrie 1827 de către John Herschel și în 23 septembrie 1862 de către Heinrich Louis d'Arrest.